# Сырьё

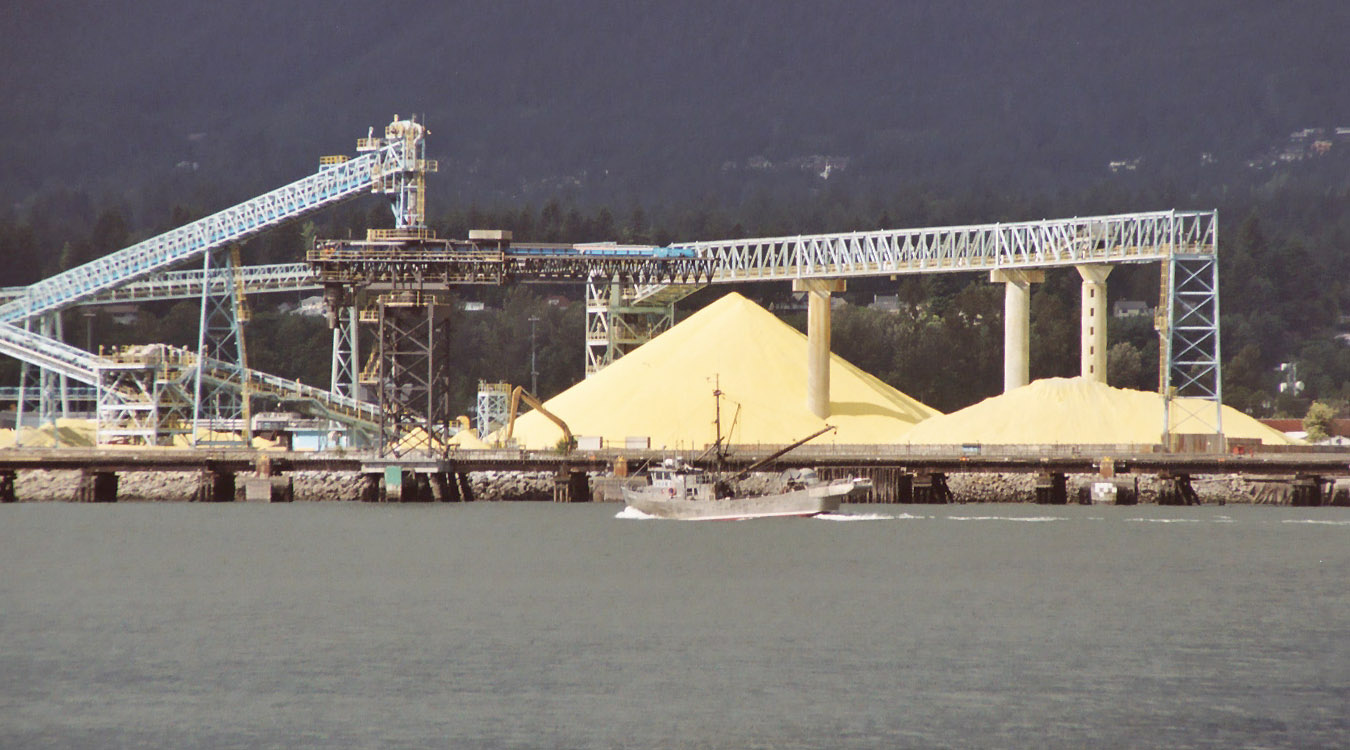
Сера в гавани, готовая к загрузке на судно

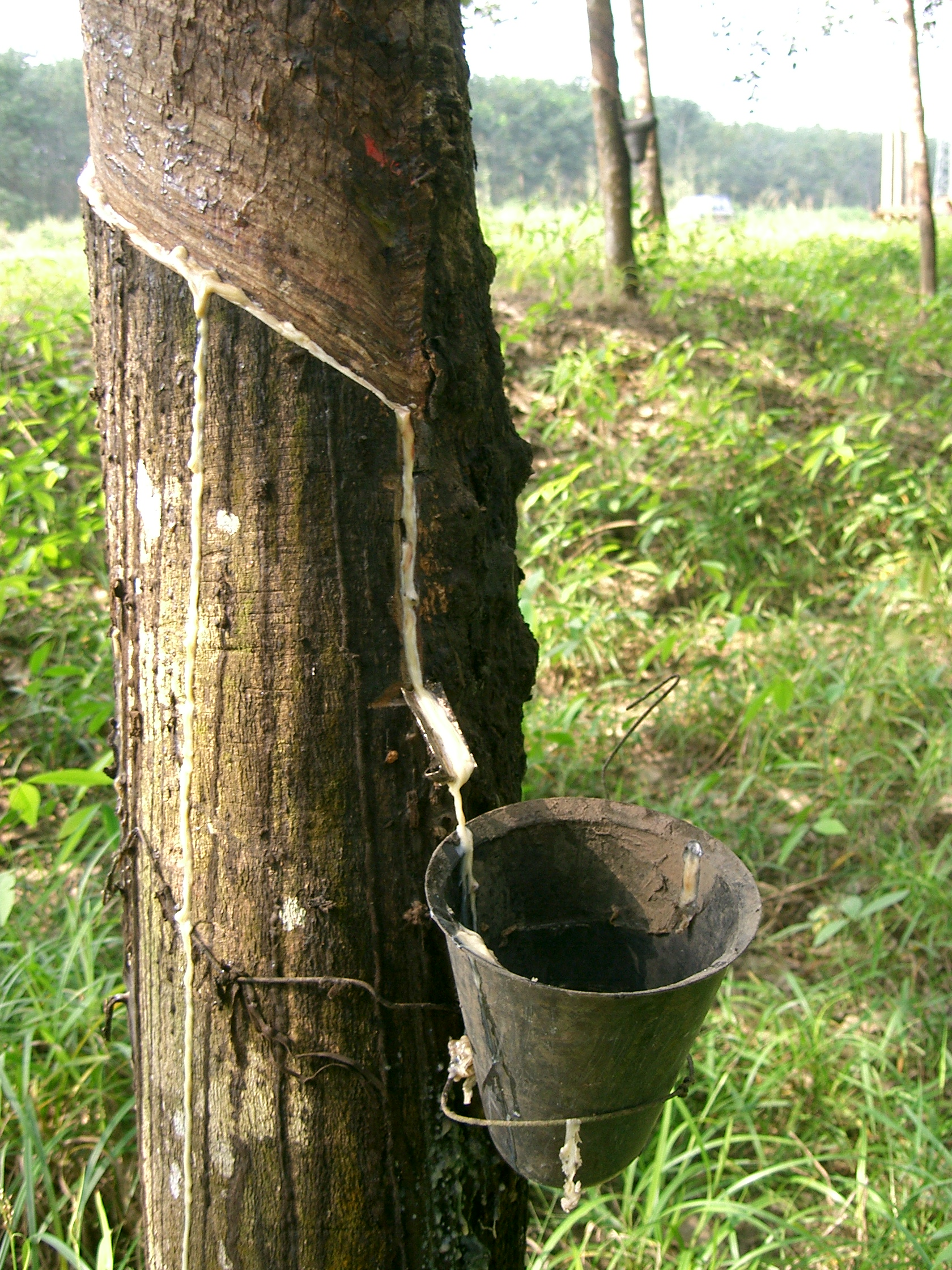
Латекс собирают из подсочки резинового дерева

Сырьё или сыро́й материа́л — предмет труда, претерпевший незначительное воздействие человека и предназначенный для дальнейшей обработки. Сырьё является, в первую очередь, продуктом добывающей промышленности и сельского хозяйства. Сырьём иногда также могут считаться отходы  промышленности, применяемые для выпуска продукции (вторичное сырьё), а также искусственное сырьё (пластмассы, заменители кожи), производимое в промышленности как замена натуральному.
Сырьё может использоваться в процессе труда не только человеком, но и животными (так, сырьём для изготовления птичьих гнёзд являются ветки).
В частности, к сырью относят зерно, древесину, добытые полезные ископаемые, предназначенные для получения либо конечного полезного продукта (блага), либо промежуточного продукта (полуфабриката) в техпроцессе производственного цикла.
Количество сырья, необходимого для изготовления единицы продукции — расход сырья.